# Kyrelor, bandit par amour
 (juillet 2025).
Pour plus de détails, voir Fiche technique et Distribution.
Kyrelor, bandit par amour est un court métrage muet français réalisé par Louis Gasnier en 1910.

## Synopsis
Max enlève une jeune fille promise à un mariage désastreux. Après avoir trompé la police, Max débarque dans le bureau du commissaire, se bat avec ce dernier et tombe, vaincu. Seulement il arrivera à se redresser et par malice, il enfermera toute l'escouade de policiers.

## Fiche technique
Source IMDb
- Titre original : Kyrelor, bandit par amour
- Réalisation : Louis Gasnier
- Société de production : Pathé Frères
- Société de distribution : Pathé Frères
- Pays d'origine :  France
- Langue originale : français
- Format : noir et blanc — 35 mm — 1,33:1 — Film muet
- Genre : Comédie
- Métrage : 185 mètres
- Dates de sortie : 
  - Autriche : 15 avril 1910 (Vienne)
  - Finlande : 9 mai 1910
  - États-Unis : 2 juillet 1910
  - France : 5 août 1910 (Bordeaux)

## Distribution
Source IMDb
- Max Linder : Kyrelor